# Androcymbium volutare
Androcymbium volutare là một loài thực vật có hoa trong họ Colchicaceae. Loài này được Burch. miêu tả khoa học đầu tiên năm 1822.